# Acople (ferrocarril)

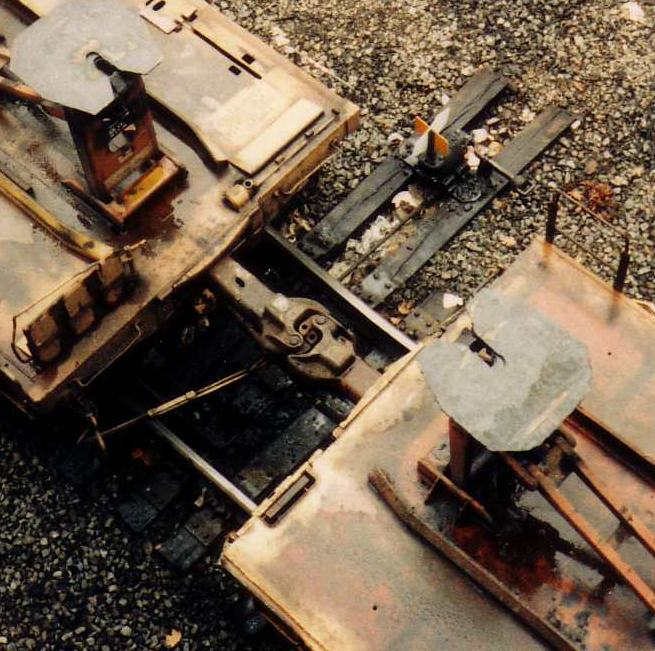
Acople Knuckle (AAR Tipo "E") en uso

Un acople, gancho o enganche es un mecanismo que sirve para conectar varios vehículos ferroviarios entre sí y formar un tren.
De cara a la compatibilidad, el diseño del acople es casi tan importante como el ancho de vía, ya que si todos los vehículos de una red utilizan el mismo acople, se maximiza la flexibilidad y la comodidad, porque es posible conectar todo el material rodante entre sí.

## Denominación
Los diferentes tipos de acoples se suelen denominar de manera diferente en lugares distintos, por lo cual es problemático describir los acoples en uso en los ferrocarriles.

## Acoples manuales
Son aquellos en los que los vehículos ferroviarios debe acoplarlos un operario manipulando el propio acople.

### Topes y cadena

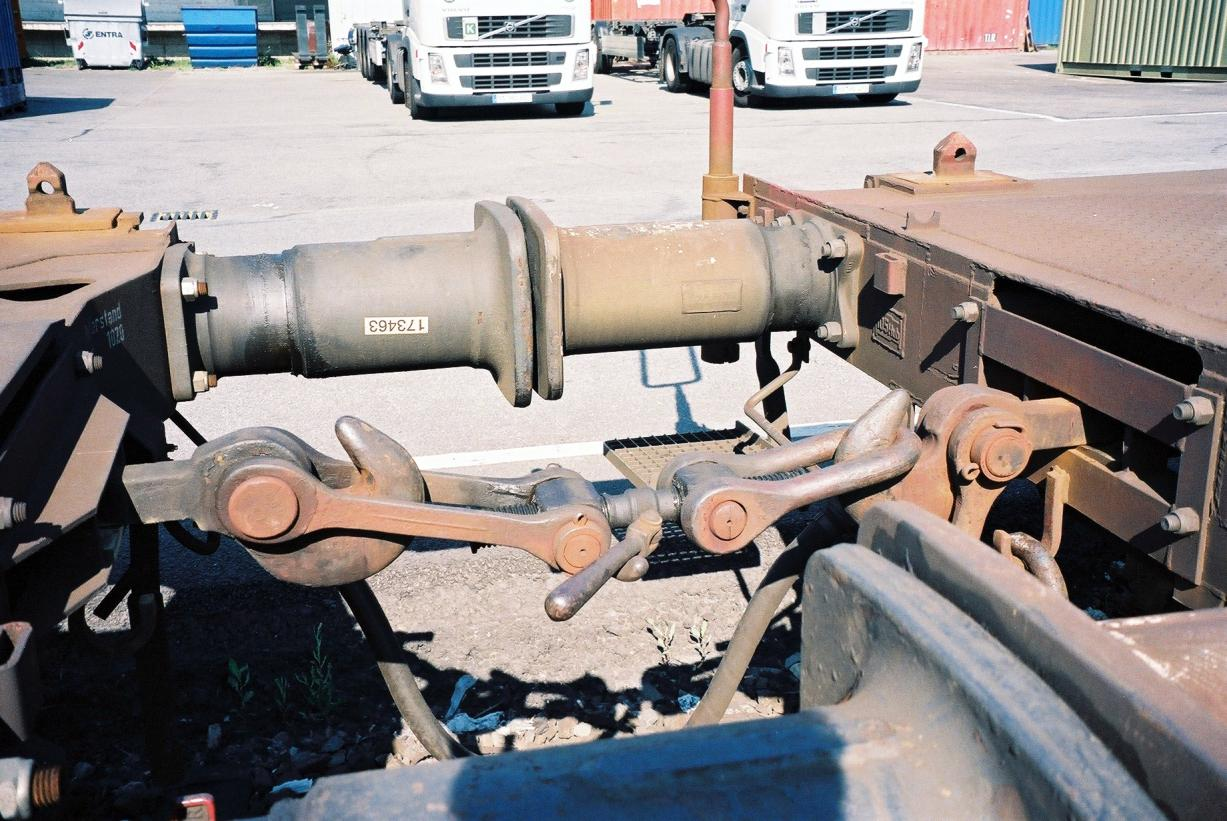
Acople de topes y cadena, en el que se utiliza la cadena del de la izquierda y el gancho del de la derecha.

Este acople recibe numerosos nombres, como de topes y cadena, de gancho, de tornillo o de gancho y husillo.
Es uno de los más utilizados, ya desde el primer ferrocarril de la Liverpool and Manchester Railway en 1830. Es el acople normalizado en los países europeos, excepto en la antigua Unión Soviética, donde se usa el acople automático SA-3).

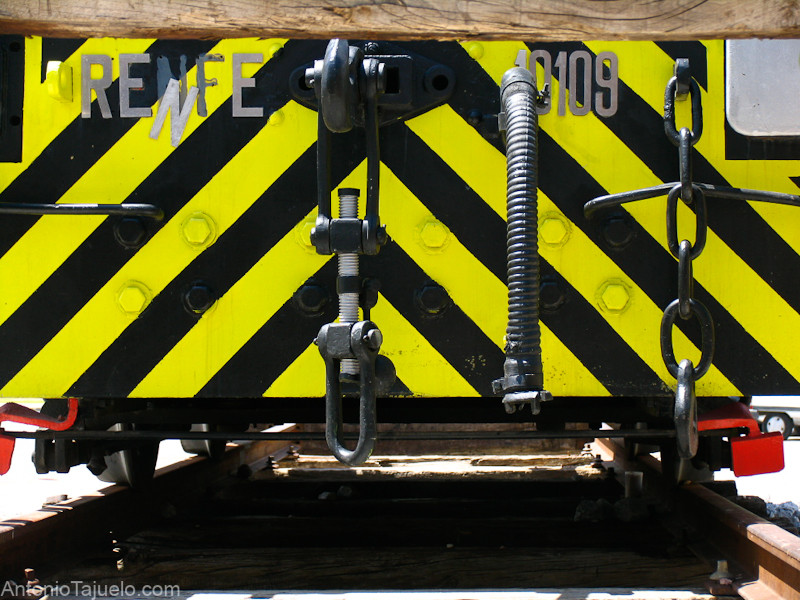
Gancho de husillo de la locomotora diésel-mecánica de la serie 301 de RENFE.

Los vehículos se acoplan a mano por un operario, encajando una cadena en un gancho. Para evitar que la cadena se suelte, lleva un mecanismo que reduce la longitud de la cadena tensándola lo necesario para que no pueda salir del gancho. Como la cadena sólo sirve cuando se tira de los vehículos, incorporan además unos topes en los extremos para que puedan ser empujados. El uso de estos topes además asegura el confort durante el acoplamiento, en contraste con otros acoples que necesitan un fuerte golpe para encajar. Los primeros topes eran extensiones fijas del chasis del vagón, agregándose posteriormente resortes. En los ferrocarriles alemanes y escandinavos, el tope izquierdo es plano mientras que el derecho es ligeramente redondeado. Esto proporciona un contacto entre los topes mejor que si ambos fueran redondeados.
Es un sistema ineficiente y lento, además de relativamente inseguro, ya que requiere que los vehículos se acoplen de modo manual, exponiendo a los trabajadores al riesgo de ser aplastados. Aun así, es más seguro que otros sistemas, puesto que cuando el operario baja a la vía ambos vehículos se encuentran completamente detenidos.
Para acoplar dos vehículos, el operario primero gira el tornillo de ajuste que destensa la cadena (utilizando para ello dos manijas opuestas), lo que afloja el enganche. Luego cuelga la cadena del gancho y gira el tornillo de ajuste para volver a tensar la cadena. Cuando se libera un acople, la cadena se cuelga de un segundo gancho de espera para evitar daños a las mangueras de freno o a sí mismo. Cuando la cadena está floja, si no se ha sacado del gancho, se puede circular, aunque los fuertes tirones que produce circular así, hace que sólo se permita para realizar tareas de maniobra. Las mangueras de freno que no se conectan también tienen unos ganchos propios para evitar que queden colgando y se dañen. Los primeros vehículos ferroviarios estaban equipados a menudo con un par de cadenas auxiliares como respaldo en caso de rotura o fallo del acople principal. Esto era necesario antes de la aparición de los sistemas de freno de seguridad.
Comparado con los acoples automáticos, su menor holgura produce menores esfuerzos en las curvas, por lo que hay menos probabilidades de que se rompa un acople en las curvas que con los automáticos. La desventaja es que la masa que se puede arrastrar es menor (no se emplea en trenes de más de 3 000 toneladas). Además, la poca holgura hace que sean muy poco utilizados en vía estrecha. En algunas líneas de vía estrecha europeas se usa una versión simplificada, consistente de un solo paragolpes central con la cadena ubicada debajo. A veces hay dos, una a cada lado del paragolpes. La cadena suele tener el eslabón con tornillo de ajuste. En las curvas cerradas, un solo paragolpes central está menos sujeto a provocar un bloqueo.
Otro problema es que en las curvas cerradas los amortiguadores pueden bloquearse al desplazarse uno por el costado del paragolpes adyacente. A pesar de que un diseño cuidadoso de la vía hace que esto ocurra raramente, un accidente en una estación suiza en la década de 1980 fue causado por vagones bloqueados por sus paragolpes.[cita requerida] El bloqueo de paragolpes puede ser causado en los desvíos muy cerrados con los paragolpes redondos, más antiguos. Los paragolpes nuevos son rectangulares, más anchos que altos, y no tan planos, por lo que raramente ocurre un bloqueo.  También presenta problemas de tamaño en un cambio de ancho, pues a mayor ancho, mayor es el tamaño del acople.
Para que todos los vehículos se puedan acoplar en ambos sentidos tienen que llevar un gancho y una cadena, así que cuando están acoplados dos vehículos sobra un gancho y una cadena. En los ferrocarriles en los que los vehículos apuntan siempre al mismo lado, la cadena puede colocarse en un solo extremo, ahorrando de esta manera peso y coste.

#### De tres eslabones
Es una variación del acople de topes y cadena. Consistía de una cadena con tres eslabones, sin tornillo de ajuste ni otro medio para acercar los vagones entre sí: debido a que los trenes de carga no estaban equipados con sistema de freno automático, no había mangueras acopladas entre los vehículos. Los acoplamientos del tren se mantienen tensos por medio de un vagón, el furgón de cola, fuertemente lastrado y con sus frenos ligeramente aplicados. Esto ayudaba a prevenir daños en los acoples. Estos trenes viajaban a baja velocidad y fueron eliminados en la década de 1970.[cita requerida]
Una mejora de éste es el acoplamiento "Instanter", en la que el eslabón intermedio de la cadena de tres tiene una forma especial, de manera que cuando está "boca abajo" deja suficiente holgura para permitir el acoplamiento, pero cuando este eslabón intermedio se gira 90 grados la longitud de la cadena se ve reducida, lo que disminuye la holgura entre vagones sin necesidad de un tornillo de ajuste. La cercanía del acoplamiento permite el uso de tuberías de freno entre vehículos del tren. También tiene la ventaja de que puede ser operado completamente desde fuera de la vía con una barra que hay en la locomotora de maniobras. Es por tanto más seguro para los operarios. Estos acoplamientos siguen prevaleciendo en la actualidad en los trenes de mercancías del Reino Unido.[cita requerida]

### Eslabón y perno

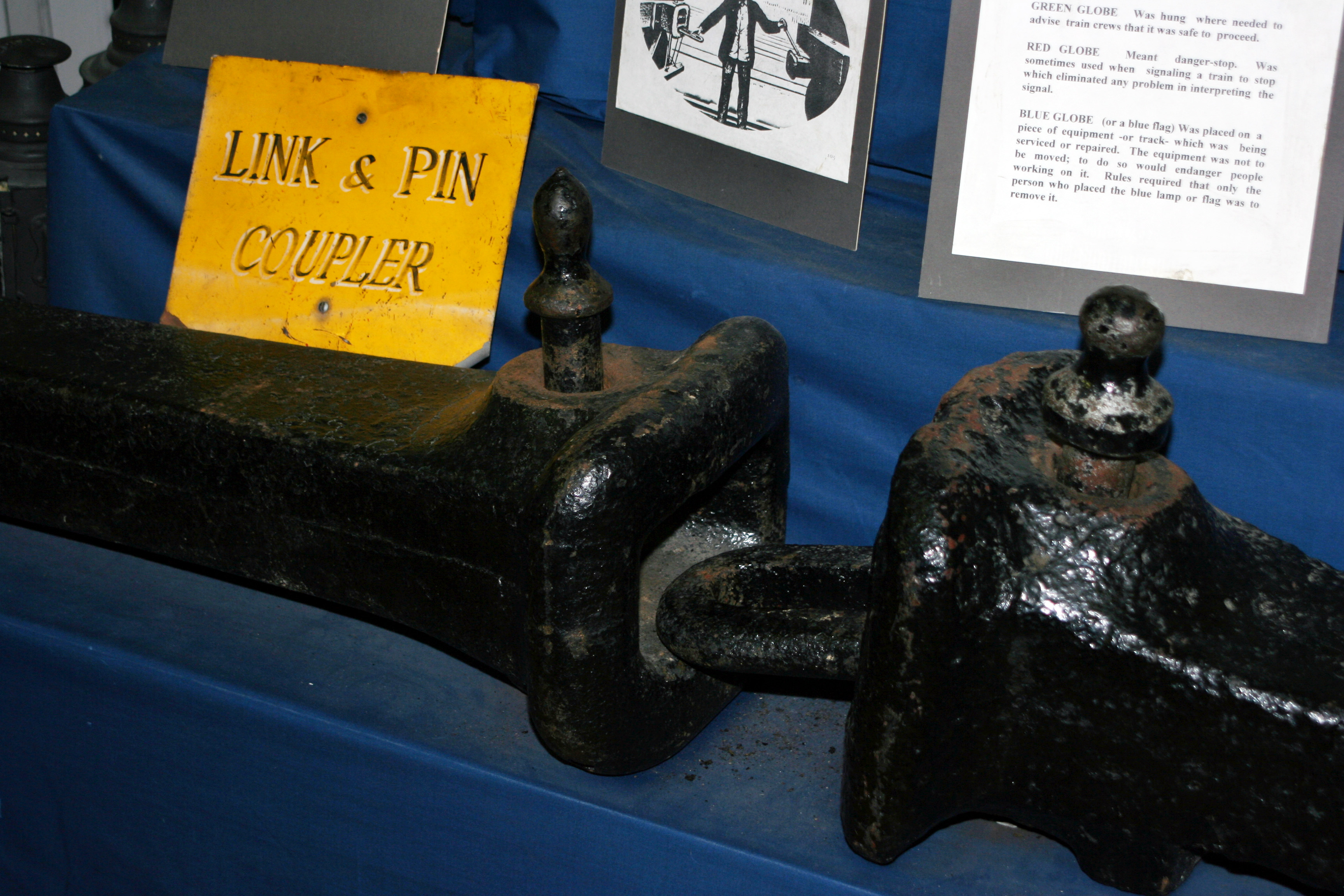
Acople de eslabón y perno.

El acople de eslabón y perno fue el usado originalmente en los ferrocarriles estadounidenses, y sobrevivió en los ferrocarriles forestales después de que otros se convirtieran en acoples automáticos. Aunque simple en principio, el acoplamiento de eslabón y perno sufrió de una falta de estandarización en cuanto a tamaño y altura de los enlaces.

## Acoples semipermanentes
Son aquellos acoples que están destinados a ser enganchados y desenganchados exclusivamente en el taller. Se utilizan para unir los vehículos de aquellas composiciones que están destinadas a circular siempre unidas, como los diferentes coches de una unidad de metro.

## Acoples automáticos
Se denomina acople automático a aquellos acoples que no necesitan un operario para hacer el acople, y son capaces de engancharse solos cuando los vehículos topan.
Se utilizan principalmente en ferrocarriles en los que no es preciso acoplar y desacoplar vagones en trenes diferentes, como en el caso de los tranvías y los automotores. Algunos acoples son exclusivos de un modelo de tren, mientras que otros son una norma de facto, como el Scharfenberg, utilizado en la mayoría de los automotores europeos.
Algunos de estos acoples, además de unir los vehículos, incluyen la unión de algunos sistemas de los vehículos como el de freno, sea eléctrico, sea electrónico o incluso el mando múltiple.

### Scharfenberg

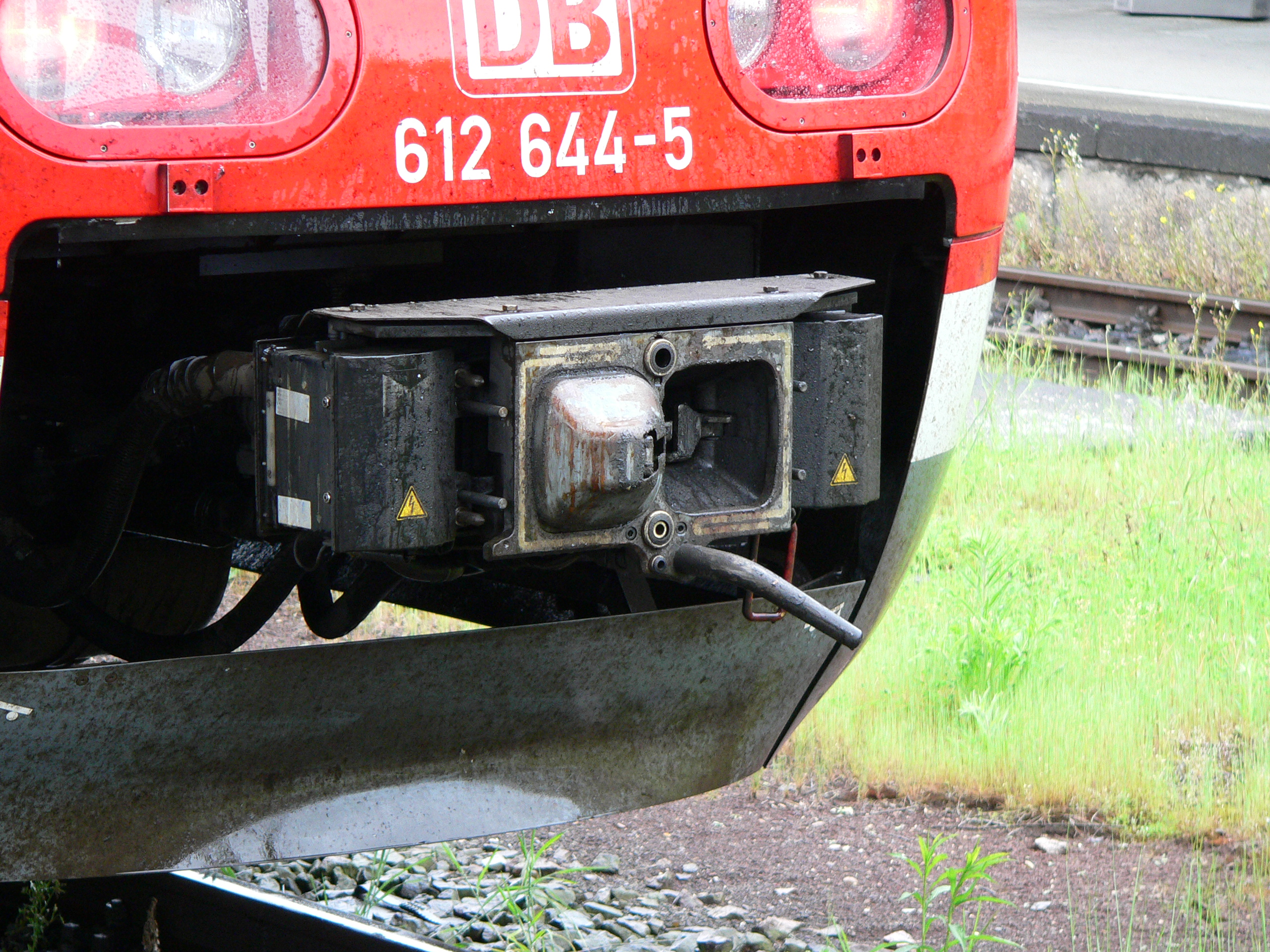
Acople automático Scharfenberg.

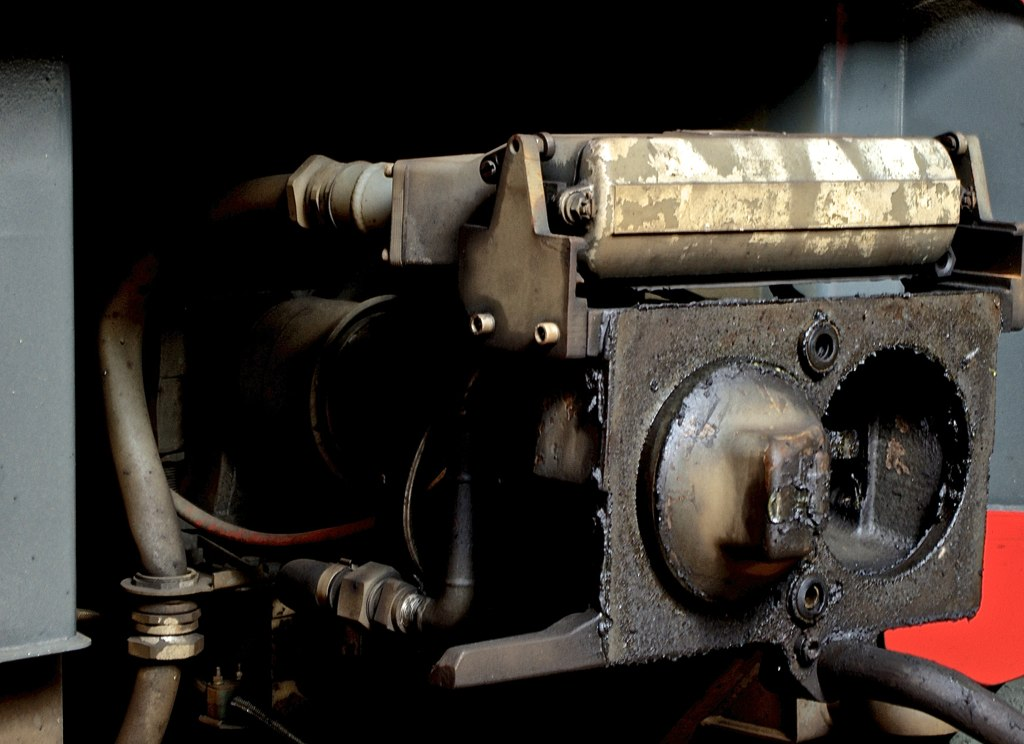
Enganche automático tipo Scharfenberg de un automotor eléctrico de la serie 3500 de CP.

El acople Scharfenberg es probablemente el más común entre los enganches automáticos. Fue diseñado en 1903 por Karl Scharfenberg en Königsberg, Alemania (actualmente Kaliningrado, Rusia), quien lo patentó el 18 de marzo de 1904. Se fue implantando gradualmente en trenes de servicio regular de pasajeros. Se utiliza en automotores, coches de viajeros, trenes de alta velocidad, metros, etc., aunque fuera de Europa se reserva sobre todo para metros o trenes suburbanos. Es superior a otros tipos de acoples automáticos, ya que permite conectar los sistemas eléctricos y neumáticos. Sin embargo, la conexión electro-neumática no es igual en todos los Scharfenberg (algunos tienen la conexión en el lateral y otros en el interior), lo que da problemas de compatibilidad. Además, el mayor problema del Scharfenberg es que no puede arrastrar grandes cargas (máximo 1 000 toneladas), lo que impide su uso en mercancías.
Existen varios tipos de enganche Scharfenberg con propiedades diferentes. El tipo 10 se usa en las líneas de ancho normal de Europa. Unos pequeños cilindros de aire actúan en unas cabezas giratorias internas y aseguran su acople, haciendo que no sea necesario un golpe para que los trenes se acoplen. Unir dos trenes con enganches Scharfenberg se puede realizar a menos de 3,2 km/h, lo que garantiza el confort de los pasajeros que se encuentran a bordo.

### Janney o Knuckle

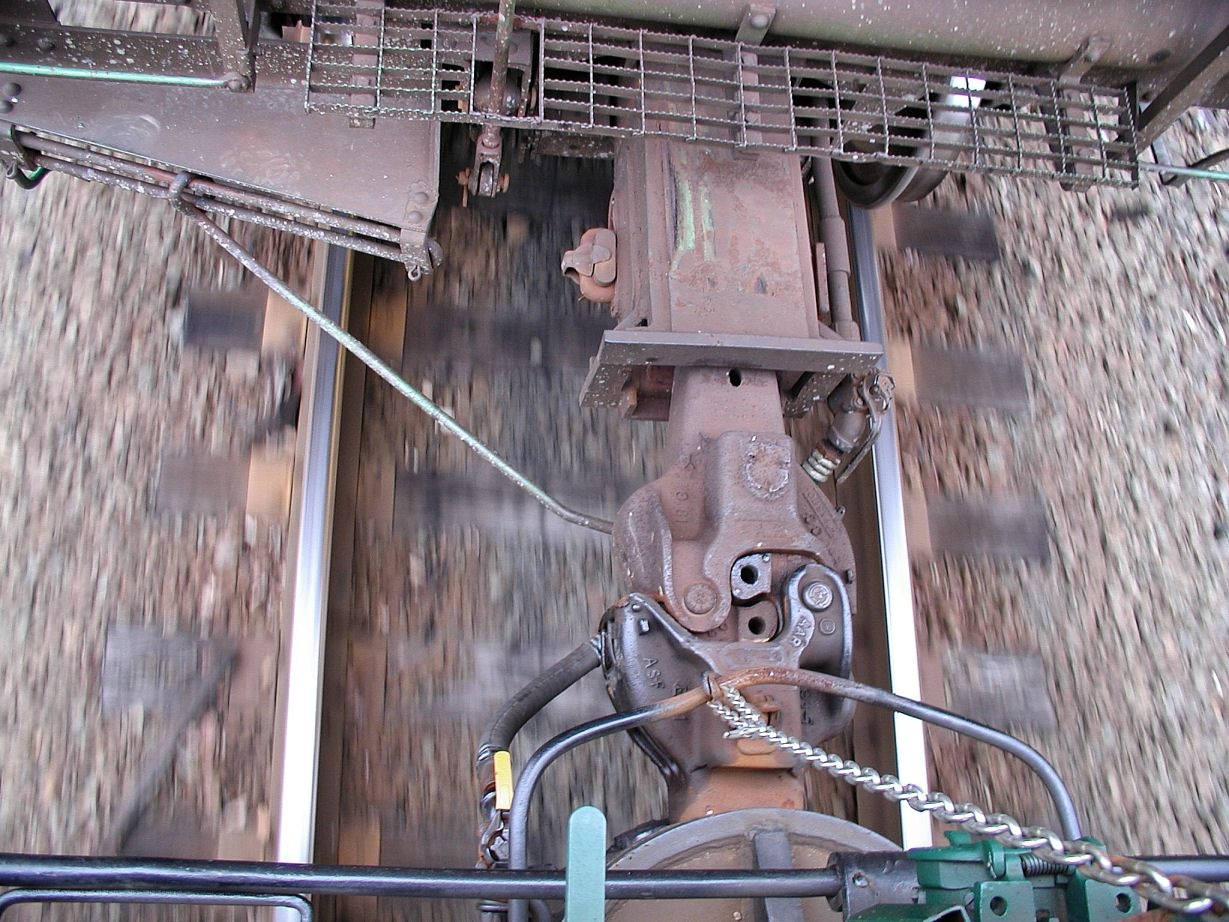
Acople estándar AAR tipo E en un tren de mercancías.

Se le conoce también como el acople Mandíbula, Knuckle, Buckeye, Alliance o AAR. Entre los acoples habituales es el capaz de arrastrar mayor tonelaje, lo que permite que los países que lo usan (Estados Unidos) tengan trenes de mercancías más grandes que los (europeos).
Fue inventado por Eli H. Janney, quien recibió la patente en 1873. Era mucho más seguro que el acople por eslabón y perno, lo que le convirtió poco a poco en el estándar en los Estados Unidos. El único problema que presenta es que en ocasiones para acoplar es necesario alinear los acoples manualmente.

## Galería

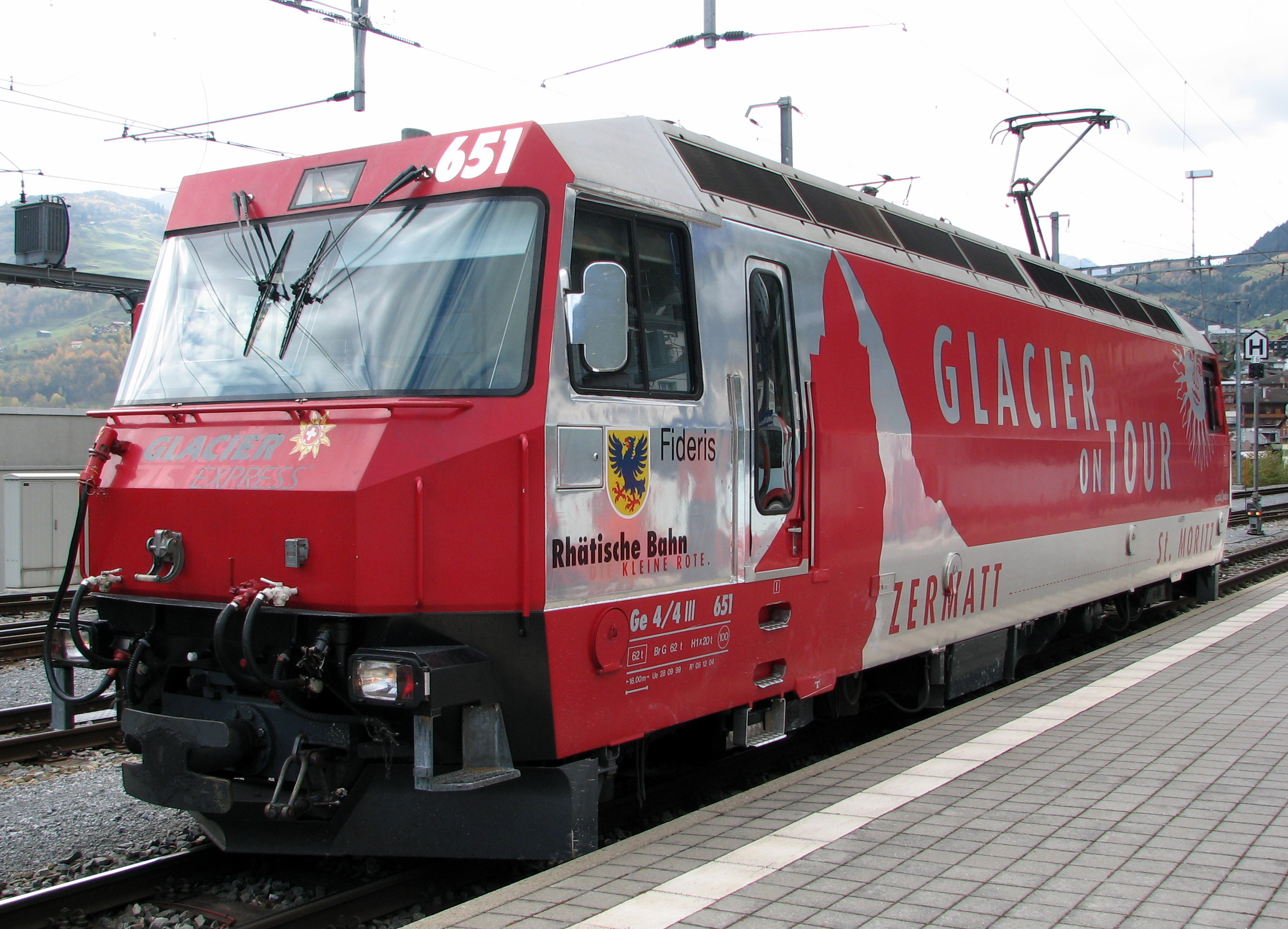
Acople de topes y cadena en vehículos de vía estrecha, denominado en alemán Balancierhebelkupplung.
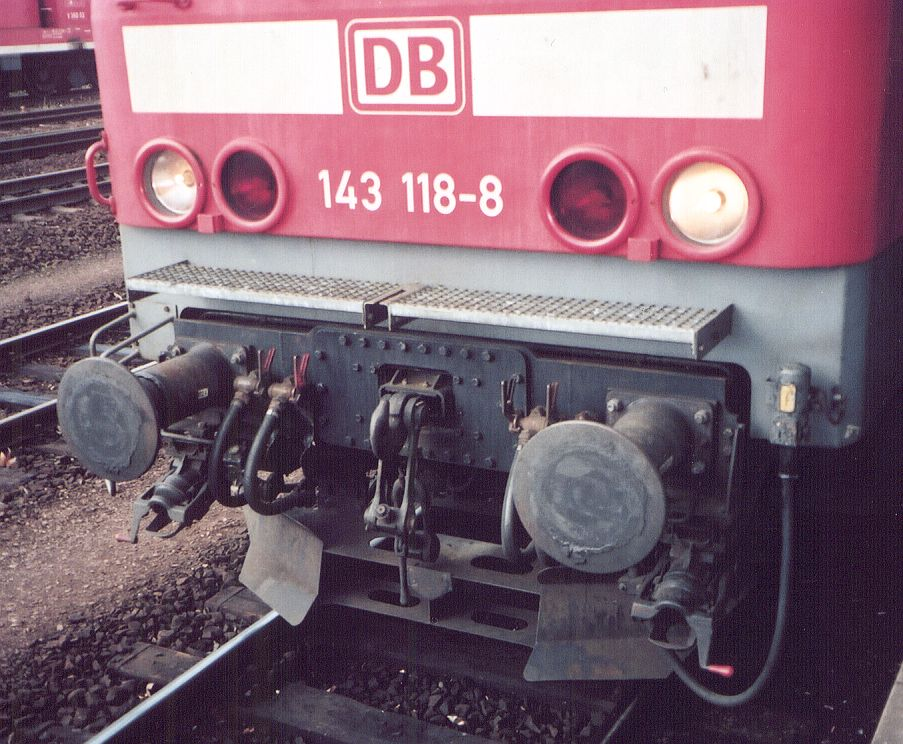
Acople tradicional de topes y cadena.
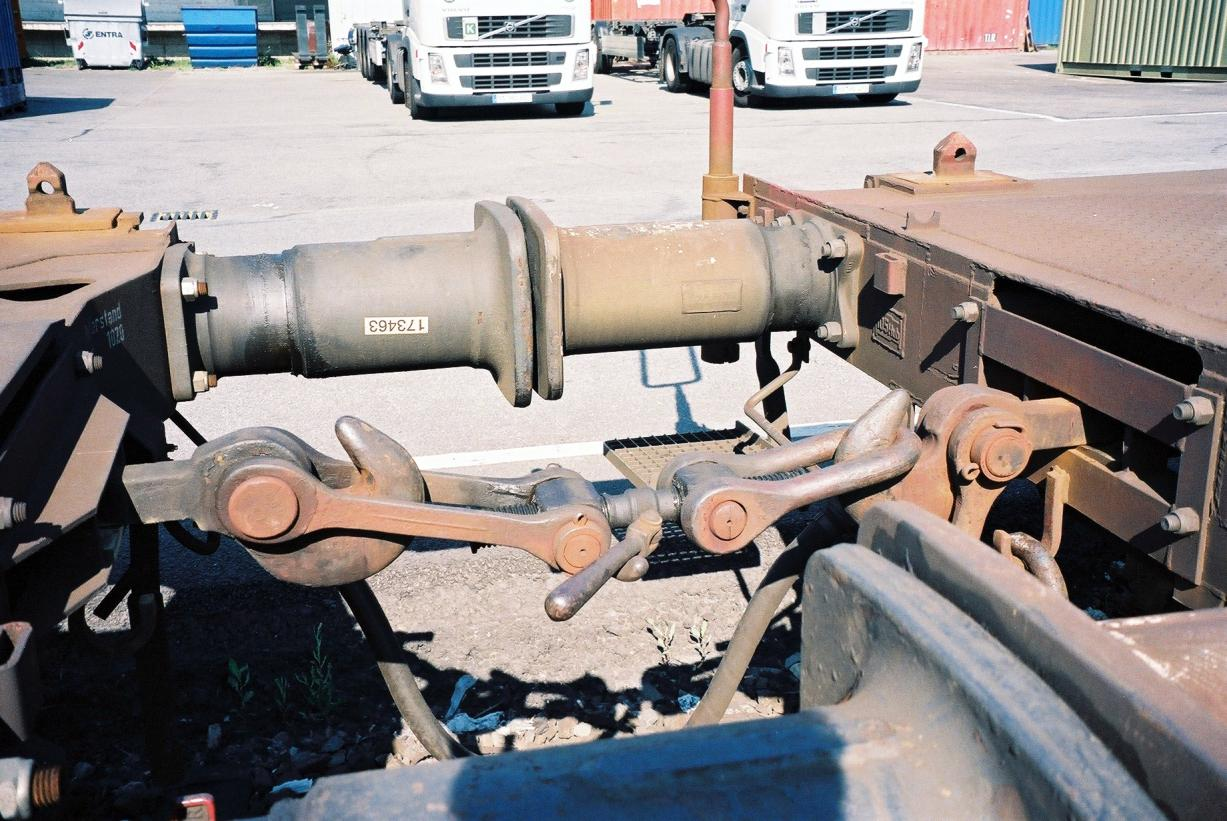
Dos vagones acoplados.
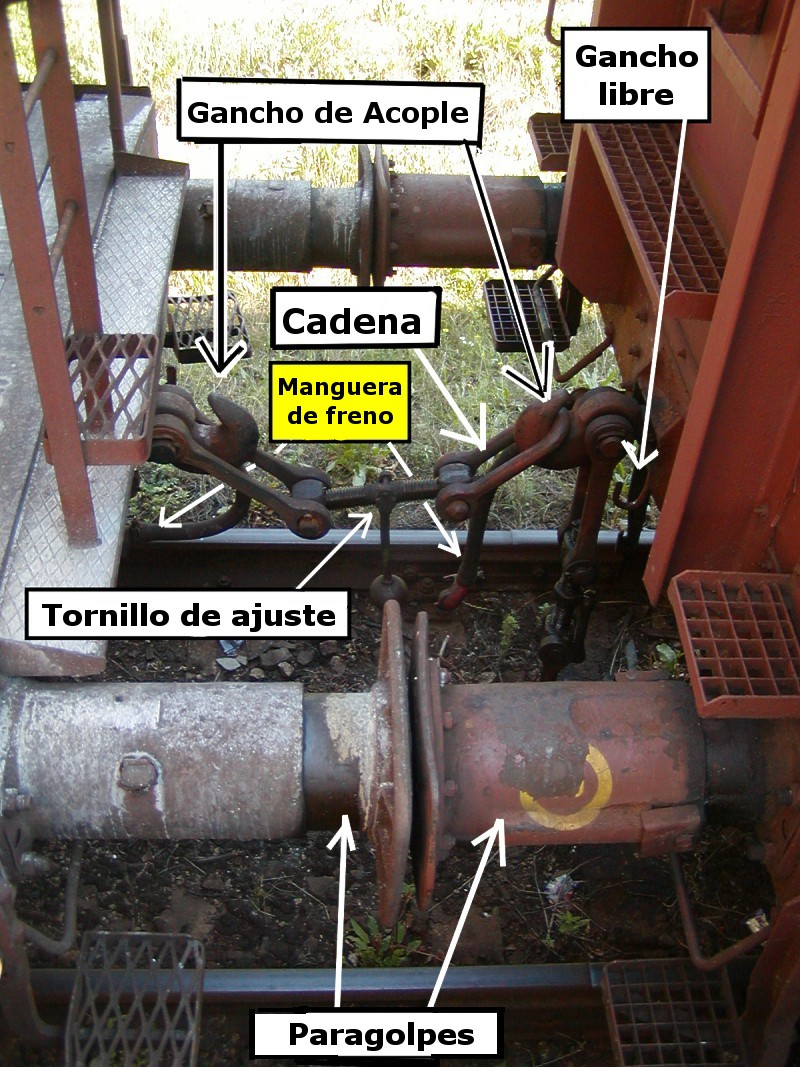
Detalles del acople de topes y cadena (cadena suelta).
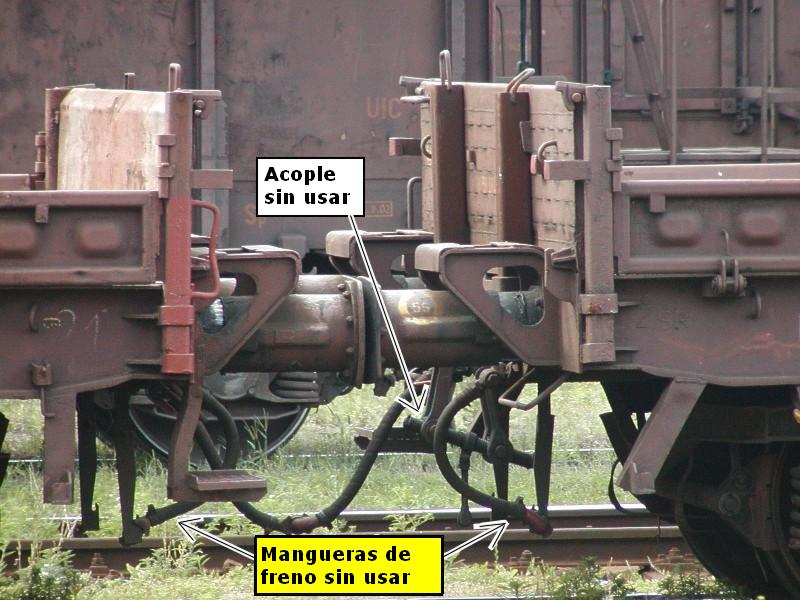
Dos vagones acoplados (acoplados para servicio normal).
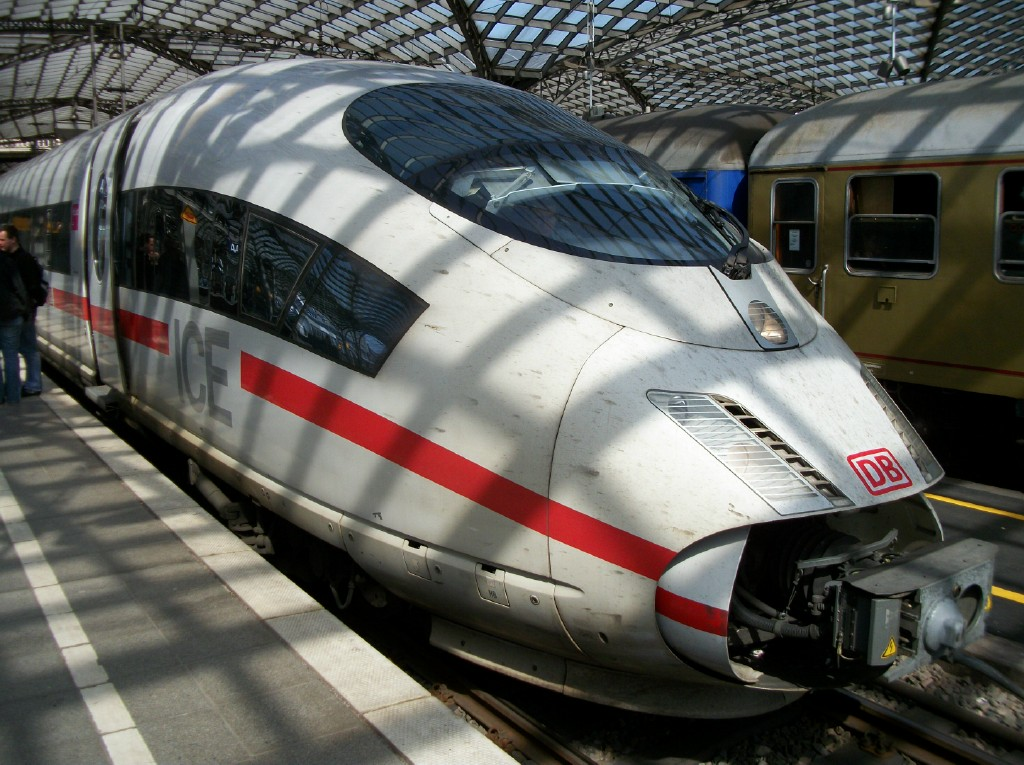
Acople Scharfenberg de un ICE.
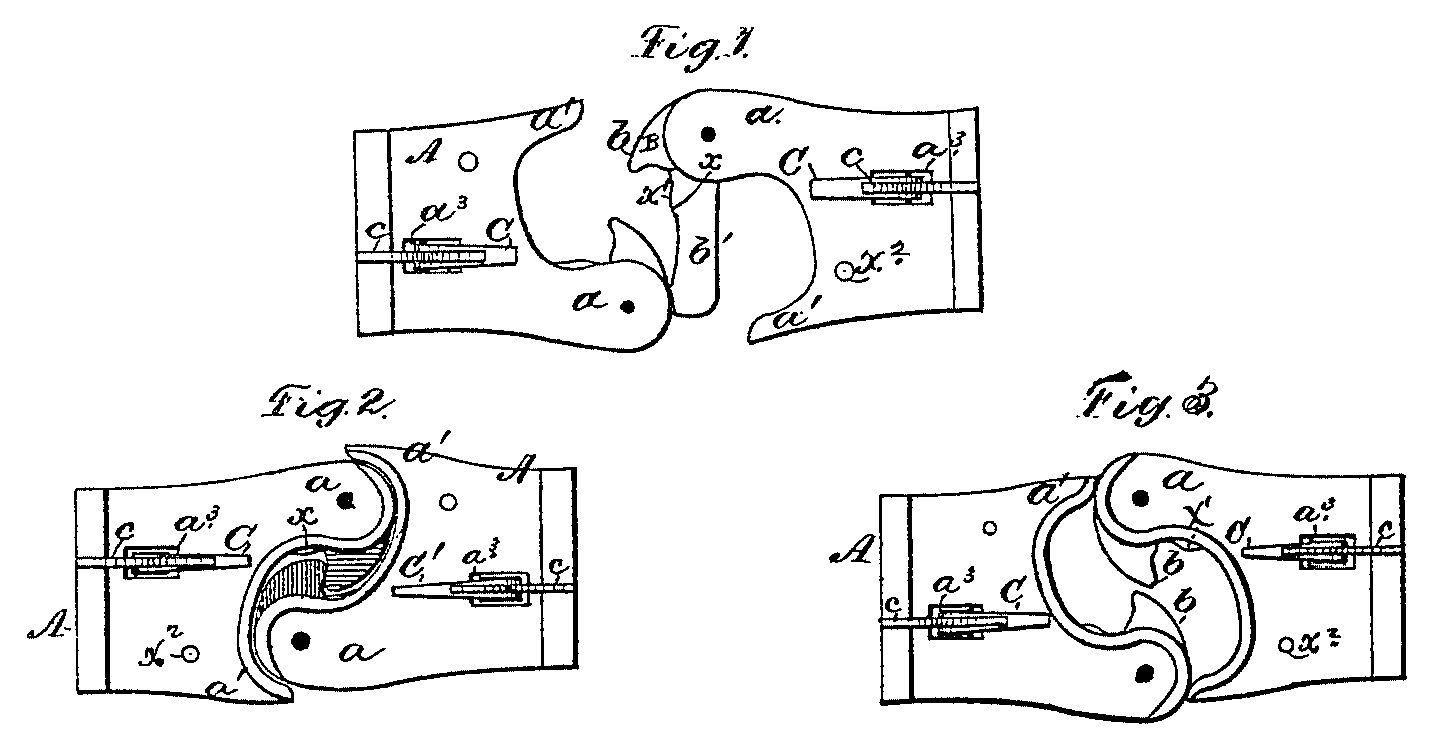
Acople Janney (tipo E) americano.
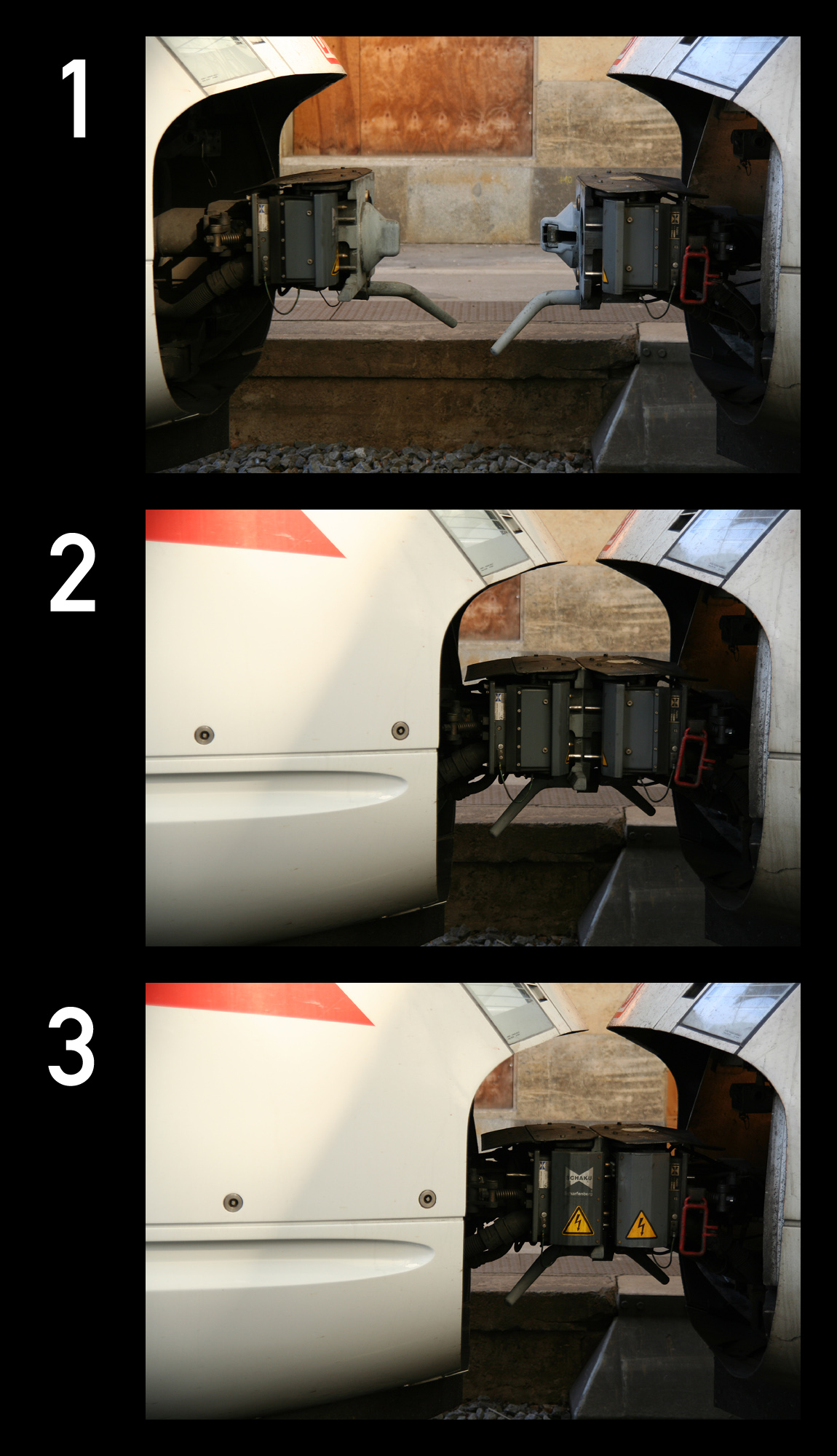
Acople automático de un Scharfenberg en un ICE.
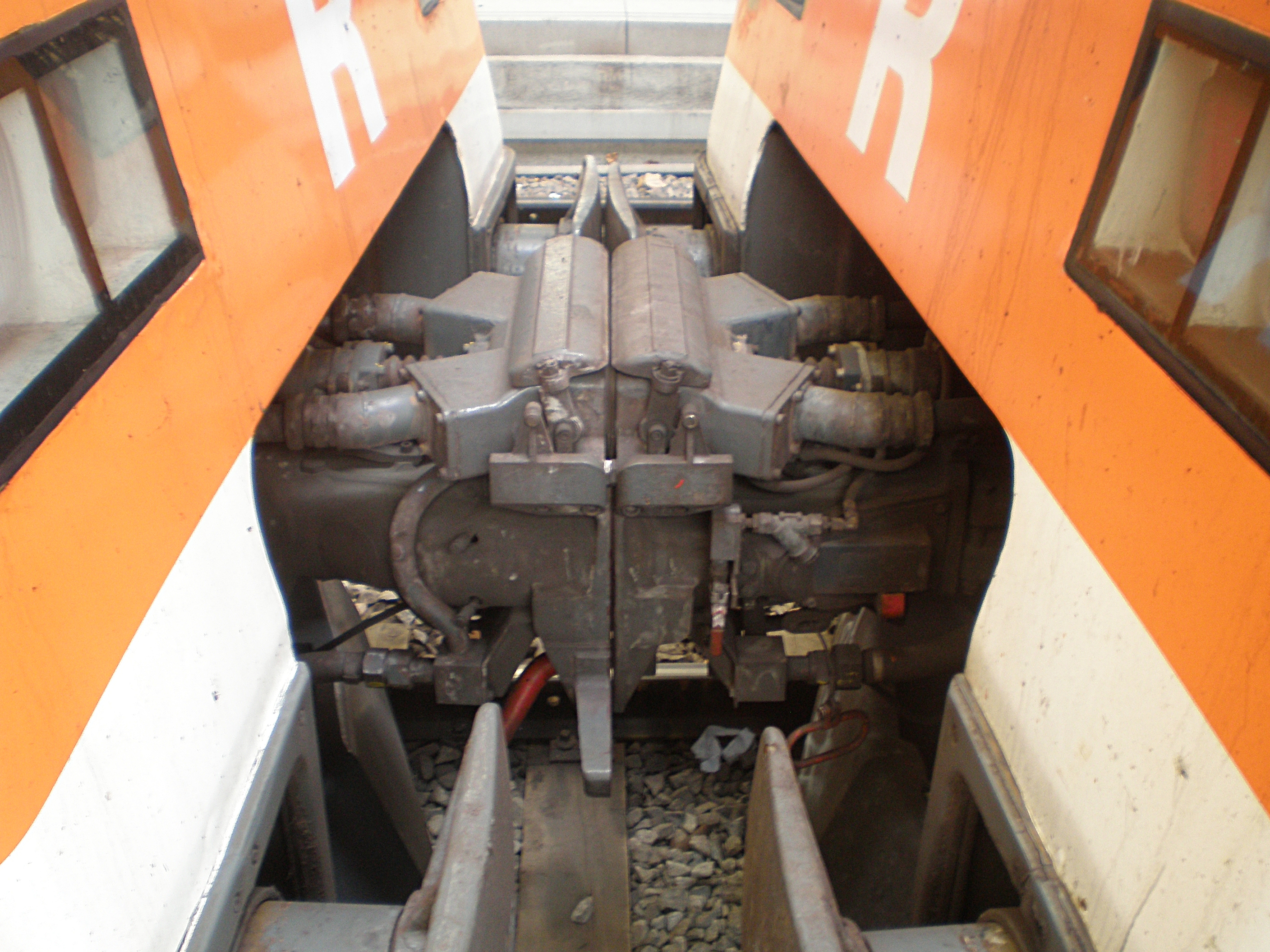
Acople automático de un Scharfenberg entre dos unidades eléctricas de la serie 451 de Renfe Operadora en la Estación de Francia de Barcelona.
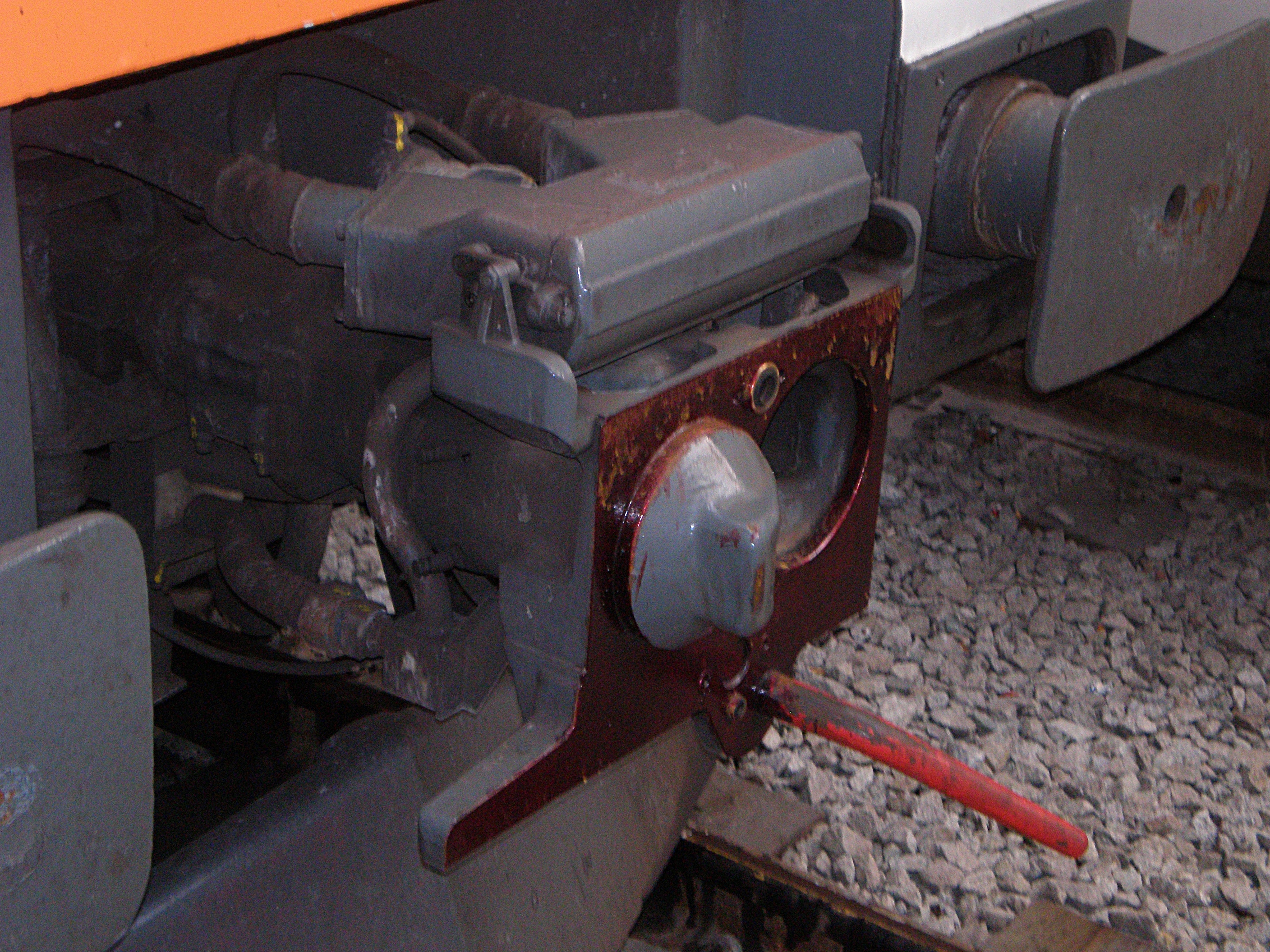
Acople Scharfenberg y topes de una unidad eléctrica de la serie 451 de Renfe Operadora en la Estación de Francia de Barcelona.
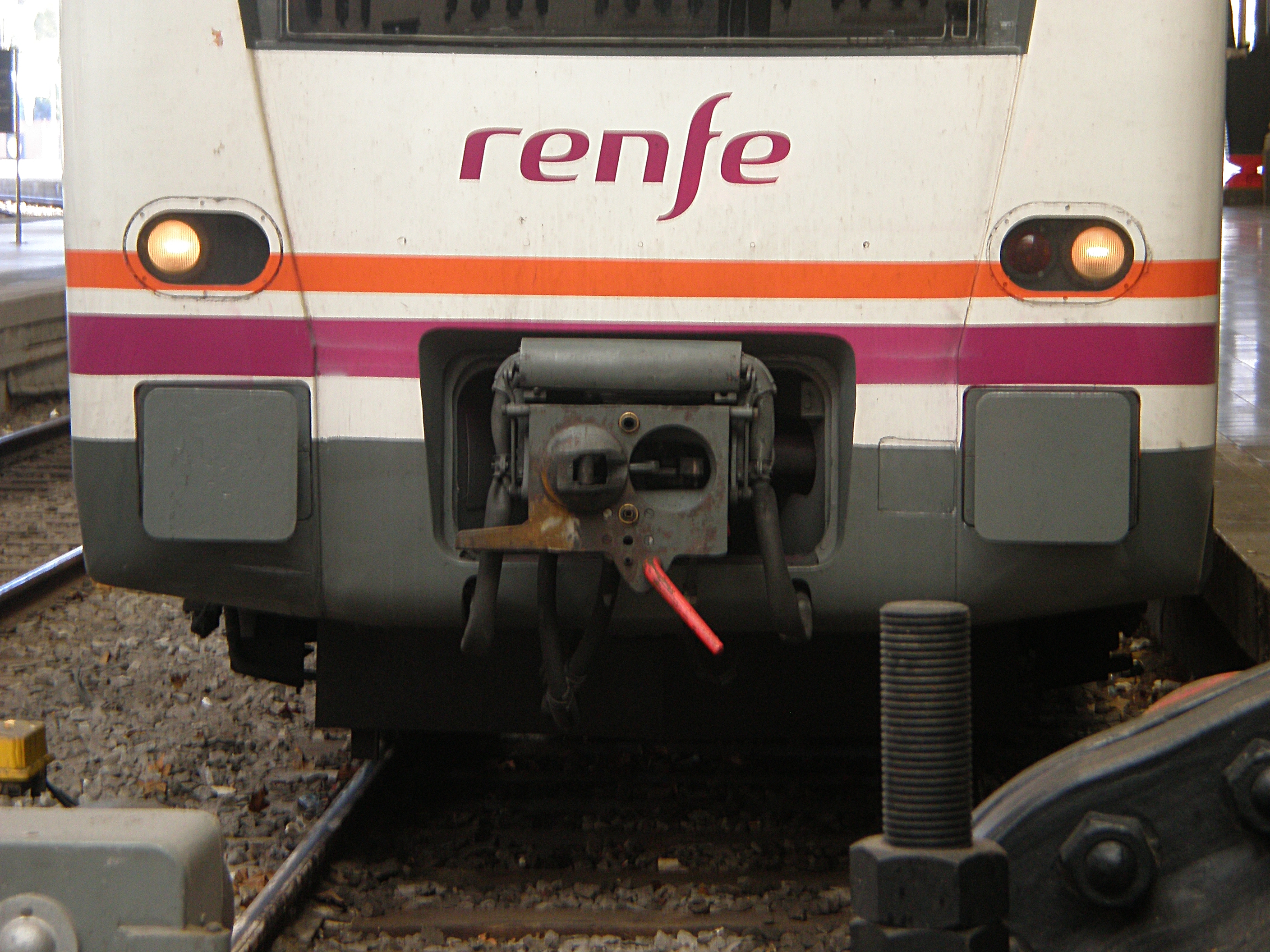
Acople Scharfenberg y topes de una unidad eléctrica de la serie 448 de Renfe Operadora en la Estación de Francia de Barcelona.

### Fuente
- Esta obra contiene una traducción  derivada de «Coupling (railway)» de Wikipedia en inglés, publicada por sus editores bajo la Licencia de documentación libre de GNU y la Licencia Creative Commons Atribución-CompartirIgual 4.0 Internacional.
- Wikimedia Commons alberga una categoría multimedia sobre Acople.

- Datos: Q1501648
- Multimedia: Coupling systems of rail vehicles / Q1501648